# Abarema aspleniifolia
Abarema aspleniifolia là một loài thực vật thuộc chi Abarema, họ Đậu.